# Hesimin
Hesimin (Gelobter des Min) war ein bedeutender Beamter im Alten Ägypten zur Zeit der 5. Dynastie. Er ist vor allem von seinem Grab in El Hawawisch, der Nekropole von Achmim (M22), bekannt.
Hesimin trägt in seinem Grab die Titel Vorsteher der Phylen von Oberägypten (Jmj-r3-s3w Šmˁw = Imi-ra-sau-Schemau), Vorsteher der Arbeiten des Königs (Jmj-r3-k3t-nt-nswt = Imi-ra-kat-net-nesut), Großer der Zehn von Oberägypten (Wr-mḏ-Šmˁw = Wer-medj-Schemau), Königsbekannter (Rḫ-nswt = Rech-nesut) und Priester des Min (Ḥm-nṯr-Mnw = Hem-netjer-Min) und gehörte damit zur lokalen Oberschicht in Achmim. Seine Gemahlin hieß Schepsitkau. Es sind mehrere Söhne bekannt.
Sein Grab besteht aus einer in den Fels gehauenen Kapelle und den unterirdischen Grabkammern, die über einen Schacht erreicht werden konnten. Die Kapelle hat zwei längliche Räume, die in etwa L-förmig angelegt sind. Die Wände der Kapelle sind ausgemalt. Innerhalb der eigentlichen Kapelle gibt es drei Grabschächte. Zahlreiche weitere Schächte befinden sich im Vorhof der Anlage.
Die Reliefs und Malereien im Grab sind nicht alle gut erhalten. Auf der Südwand beim Eingang sieht man Hesimin, seine Gemahlin und zahlreiche Leute, die dem Paar ihre Aufwartung machen und Opfergaben, vor allem Nahrungsmittel, herbeibringen. Auf der Westwand desselben Raumes erscheint Hesimin auf einem Boot, wie er in den Marschen jagt. Auf der Ostwand des zweiten Kapellenraumes sieht man Leute bei der Arbeit in den Marschen. An den Wänden der Kapelle gibt es verschiedene Scheintüren, doch ist nur eine gut erhalten. Sie überliefert den Namen seiner Frau und einige der Titel von Hesimin.
Die Grabanlage wurde von 1982 bis 1983 unter der Leitung von Naguib Kanawati ausgegraben und publiziert.

## Bibliographie
- Naguib  Kanawati: The rock tombs of El-Hawawish: the cemetery of Akhmim. Volume IV. The Macquarie Ancient History Association, Sydney 1983, ISBN 0-908299-06-0, S. 7–31, Tafeln 1–8, Abbildung 1–24.